# Mount Prince Henry
Mount Prince Henry är ett berg i Kanada.   Det ligger i provinsen British Columbia, i den södra delen av landet, 3 000 km väster om huvudstaden Ottawa. Toppen på Mount Prince Henry är 2 874 meter över havet.
Terrängen runt Mount Prince Henry är huvudsakligen bergig.Trakten runt Mount Prince Henry är nära nog obefolkad, med mindre än två invånare per kvadratkilometer.. Det finns inga samhällen i närheten. 
Trakten runt Mount Prince Henry består i huvudsak av gräsmarker.